# 디에고 밀리토
디에고 알베르토 밀리토(스페인어: Diego Alberto Milito, 1979년 6월 12일, 아르헨티나 베르날 ~ )는 아르헨티나의 전 축구 선수이다. 헤딩 능력은 다소 미약하지만, 그는 뛰어난 위치 선정 능력과 개인기로 공간을 확보해 골을 넣는 것으로 유명하다. 그는 아르헨티나 축구 국가대표팀 소속으로 2007년 코파 아메리카, 2010년 FIFA 월드컵, 2011년 코파 아메리카의 최종 명단에 포함되기도 했었다. 그의 형제 역시 축구선수로 바로 FC 바르셀로나에서 뛰었던 동생 가브리엘 밀리토이다.
레알 사라고사가 스페인 프리메라리가에서 강등되면서 많은 빅클럽의 유혹을 뿌리치고 친정팀 이탈리아 세리에 A의 제노아 CFC 이적했다. 제노아에서 성공적인 시즌을 보낸 밀리토는 2009년 5월 20일, 팀 동료 티아구 모타와 함께 FC 인테르나치오날레 밀라노로 비공개 이적료에 이적하게 된다.
2009-10 시즌,밀리토는 35경기 22골로 인테르의 트레블 달성에 크게 기여한 공로로 2010년 8월 26일 UEFA 클럽 풋볼 어워드 최우수 공격수상과 UEFA 올해의 클럽 축구 선수 수상자로 선정되었다.
2014년 6월 18일 유럽 생활을 마치고 자신이 성인 무대를 데뷔했던 조국팀 라싱으로 이적하였다.

## 수상

### 클럽
라싱
- 아르헨티나 프리메라 디비전 (2): 2001 아페르투라, 2014 트란시시온

 인테르나치오날레
- 세리에 A (1) : 2009-10
- 코파 이탈리아 (2) : 2009-10, 2010-11
- 수페르코파 이탈리아나 (1) : 2010
- UEFA 챔피언스리그 (1) : 2010
- FIFA 클럽 월드컵 (1) : 2010

#### 개인
- 세리에 A 올해의 선수 : 2009-10
- 세리에 A 올해의 외국인 선수 : 2009-10
- UEFA 올해의 선수 : 2009-10
- UEFA 올해의 공격수 : 2009-10
- UEFA 챔피언스리그 결승전 MoM : 2010
- FIF/PRO 월드 XI 후보 : 2009, 2010
- 구에린도르 : 2008-09
- 인테르 명예의 전당 : 2020